# فیس‌لیفت
فِیس‌لیفت (به انگلیسی: facelift) در صنعت خودروسازی، به بازنگری و تغییر چهرهٔ یک مدل خودرو به منظور رفع ایراد، به‌روزآوری یا زیباتر کردن چهرهٔ آن نسبت به حالت اولیه‌اش گفته می‌شود. این تغییرات می‌تواند بسیار کوچک و جزئی یا بسیار بزرگ و کلی باشد. گاهی در فیس‌لیفت‌ها علاوه بر نمای خارجی، نمای داخل هم دچار تغییر و تحول می‌شود.
این امر به یک خودروساز اجازه می‌دهد تا یک مدل را بدون طراحی مجدد کامل تازه بسازد. در حالی که چرخه عمر خودروها تا تغییر کامل مدل حدود ۶ تا ۸ سال است، فیس‌لیفت به طور کلی حدود سه سال در چرخه تولید آنها معرفی می‌شود.
در فیس‌لیفت شمایل کلی و سکوی خودرو ثابت است. فیس‌لیفت هم شامل تغییرات داخلی و هم بیرونی خودرو مثل چراغ‌ها، سپر عقب و جلو، شیشه‌ها، کناره‌های خودرو و هر آنچه مربوط به زیبایی خودرو می‌باشد. البته فیس‌لیفت در بعضی مواقع شامل تغییرات مکانیکی مثل چرخ‌ها، پیشرانه، دیفرانسیل، جعبه‌دنده و ... می‌باشد.

## تاریخچه
در دهه ۱۹۲۰، جنرال موتورز تحت رهبری آلفرد پی اسلون در آن زمان در بازار مغلوب رقابت مقابل فوردی که بر مدل تی به عنوان پرفروش‌ترین مدل خود متکی بود شده بود. اسلون به دلیل ایجاد یک راهبرد که در آن این شرکت به منظور به دست آوردن مجدد سهم بازار برروی محصولات خود تغییرات سالانه اعمال می‌کند اعتبار دارد. از سوی دیگر، فورد تا دهه ۱۹۳۰ از بازسازی مدل تی خودداری کرد و در این مدت، فورد سهم بازار را به جنرال موتورز داد. از آن زمان، ایده فیس‌لیفت مدل به محصولات صنعتی مختلف غیر از خودرو نیز سرایت کرد. این راهبرد باعث شده‌است که وسایل نقلیه متعلق به مصرف‌کنندگان به طور مصنوعی از مد خارج شود، بنابراین انگیزه‌ای برای مشتریان برای خرید وسایل نقلیه جدید ایجاد می‌کند. این راهبرد همچنین به عنوان شکلی از کهنگی عمدی در نظر گرفته می‌شود.

## گونه‌ها
اصطلاح «فیس‌لیفت» که گاهی توسط خودروسازان با نام «تغییر جزئی»، «به‌روزرسانی جزئی» یا «رفرش» نیز شناخته می‌شود، حداقل تغییر در مدلی را توصیف می‌کند که معمولاً همراه با تغییر مدل سال است.
با وجود این که واژه «فیس‌لیفت» یک اصطلاح عمومی است که در سراسر صنعت خودرو استفاده می‌شود، تولیدکنندگان ممکن است هر کدام واژه خاص خود را برای توصیف یک مدل فیس‌لیفت‌شده داشته باشند. ب‌ام‌و از نام اختصاری LCI ("Life Cycle Impulse") برای نشان دادن فیس‌لیفت استفاده می‌کند. سایر برندها ممکن است مستقیماً یک خودروی خاص را یک مدل فیس‌لیفت بنامند، در حالی که برخی آن را یک مدل «جدید» می‌نامند. در اصطلاح خودرویی، واژه «جدید» (new) معمولاً به یک مدل فیس لیفت اشاره دارد، در حالی که واژه «کاملاً جدید» (all-new) به یک نسل کاملاً جدید اشاره می‌کند که نه تنها دارای تغییرات اساسی در طراحی است، بلکه از سکوی جدیدی هم بهره می‌برد.

### فیس‌لیفت جزئی
در فیس‌لیفت جزئی همان‌طور که از نامش مشخص است، تغییرات خودرو صرفاً به به‌روزرسانی‌هایی در داخل و خارج خودرو و در مواردی مثل طراحی چراغ‌ها، سپرها، جلوپنجره و سامانه اطلاعاتی-سرگرمی خلاصه می‌شود. در این نوع فیس‌لیفت معمولاً برای کاهش هزینه‌ها، پروفیل جانبی خودرو دست‌نخورده باقی می‌ماند تا نیازی به تغییر قالب‌های تولید بزرگ نباشد. این نوع فیس‌لیفت عمدتاً نمی‌تواند بیش از سه تا چهار سال به عمر خودرو اضافه کند.

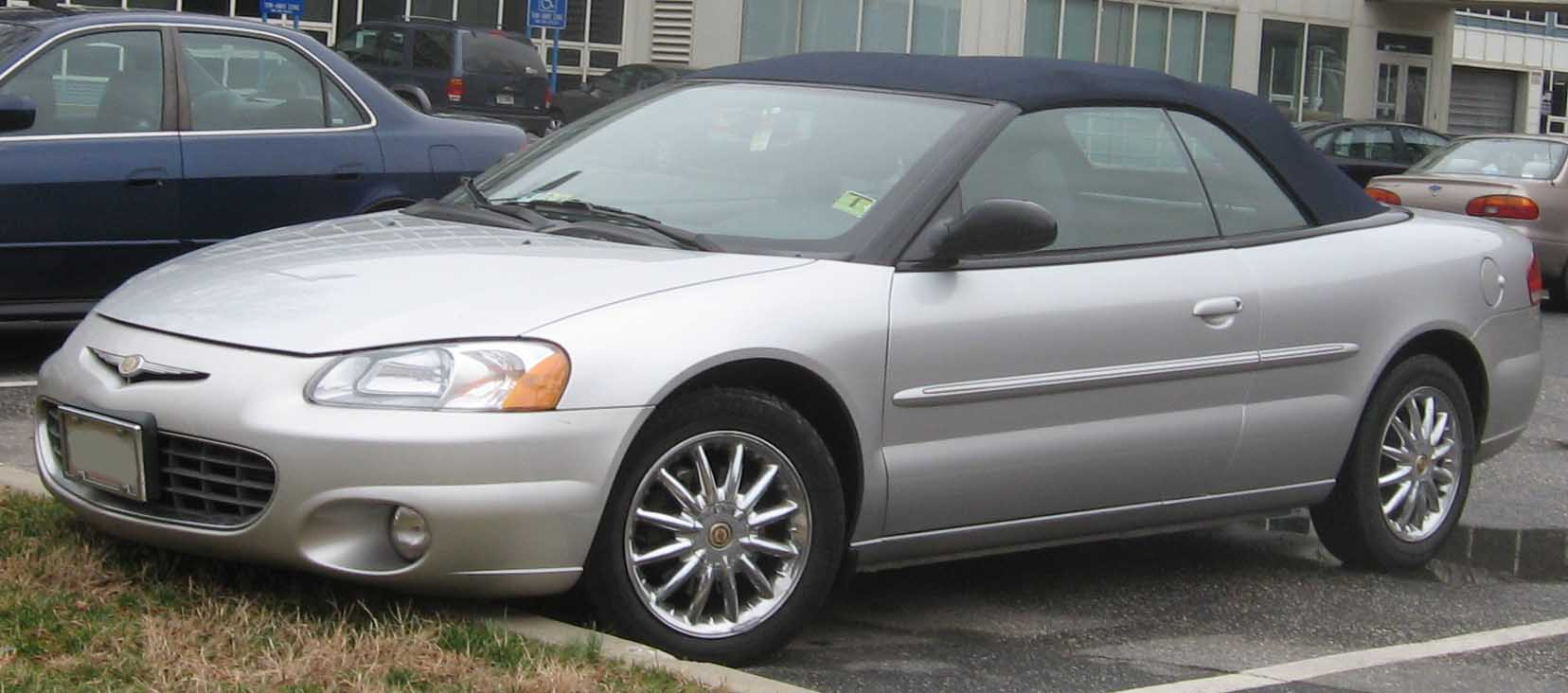
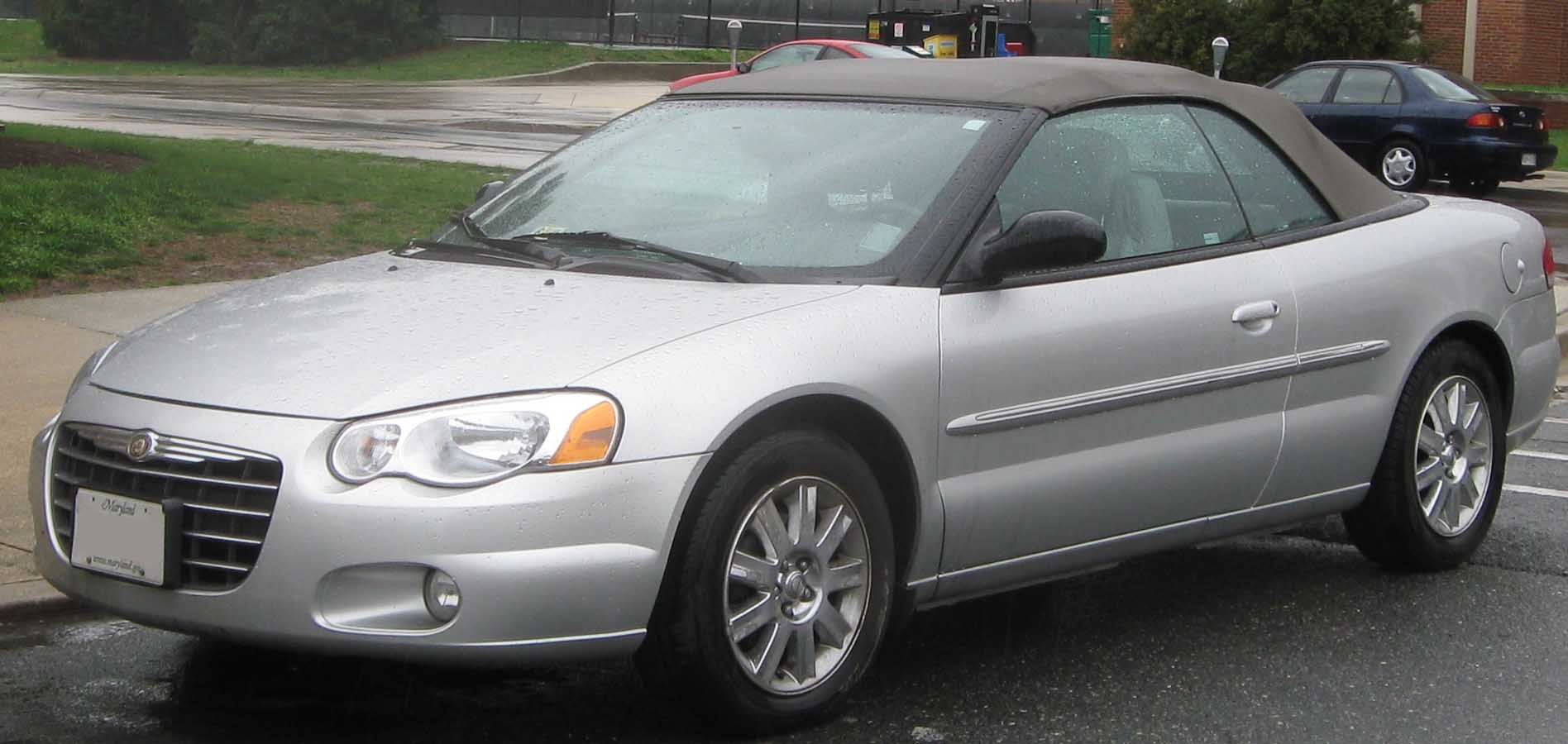

### فیس‌لیفت کلی
در فیس‌لیفت کلی تغییرات بزرگ‌تر هستند تا جایی که گاهی کل ظاهر و داخل خودرو دستخوش تغییرات می‌شود. به‌عنوان مثال، در این نوع فیس‌لیفت دماغه خودرو به‌طور کامل بازطراحی می‌شود، برای داخل خودرو داشبورد کاملاً جدیدی طراحی می‌شود و حتی ممکن است در پروفیل جانبی خودرو هم تغییراتی صورت گیرد. فیس‌لیفت کلی می‌تواند بیشتر به عمر یک مدل اضافه کند. یکی از مصادیق این نوع فیس‌لیفت، نسل سوم لکسوس آی‌اس است که در سال ۲۰۱۳ معرفی شد و در سال ۲۰۲۱ فیس‌لیفت کلی و بزرگی را تجربه کرد یا پژو ۲۰۷آی که در واقع فیس‌لیفت پژو ۲۰۶ است.

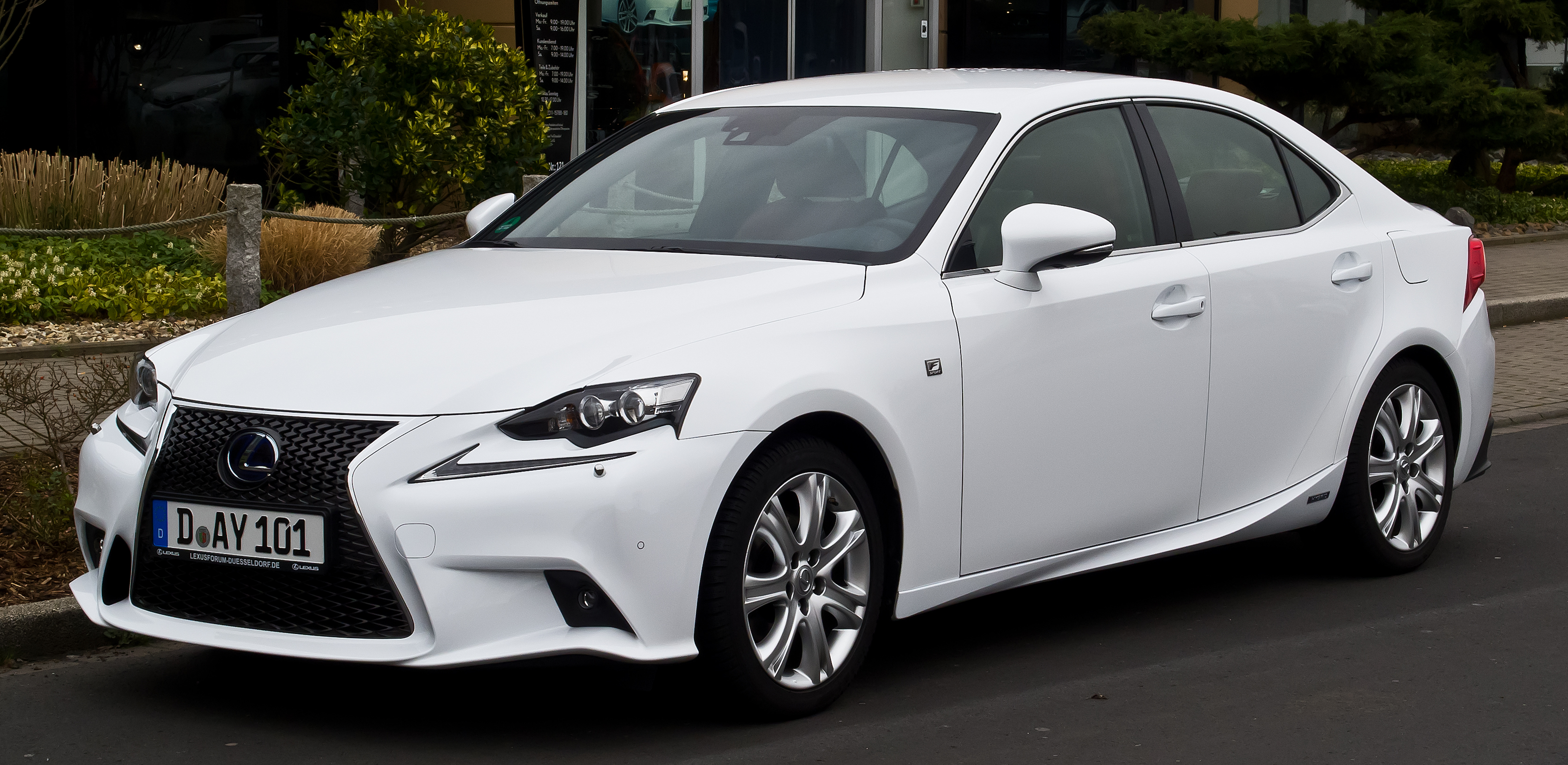
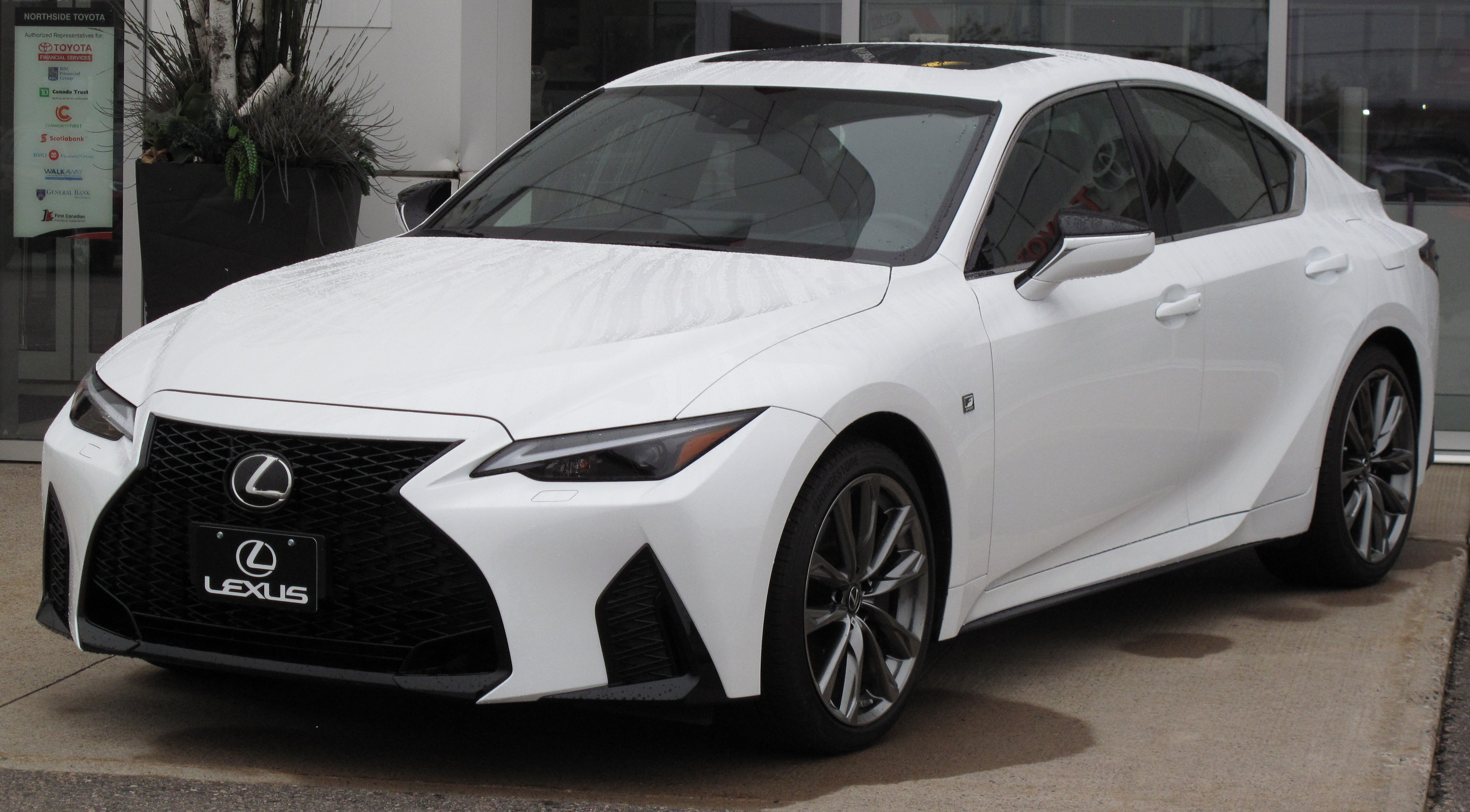

### فیس‌لیفت اساسی
در فیس‌لیفت اساسی، علاوه بر تغییرات داخلی و بیرونی، در ساختار خودرو هم بهبودهایی صورت می‌گیرد و از لحاظ فناوری ارتقاء پیدا می‌کند. این نوع فیس‌لیفت معمولاً توسط خودروسازان به‌عنوان نسل جدید معرفی می‌شود اما درواقع یک فیس‌لیفت اساسی است زیرا سکو و ساختار کلی خودرو تغییری نمی‌کند. به‌عنوان مثال، نسل ششم فولکس‌واگن گلف یک فیس‌لیفت اساسی از نسل پنجم بود یا کادیلاک سی‌تی۴ در اصل یک فیس‌لیفت اساسی روی مدل ای‌تی‌اس است.

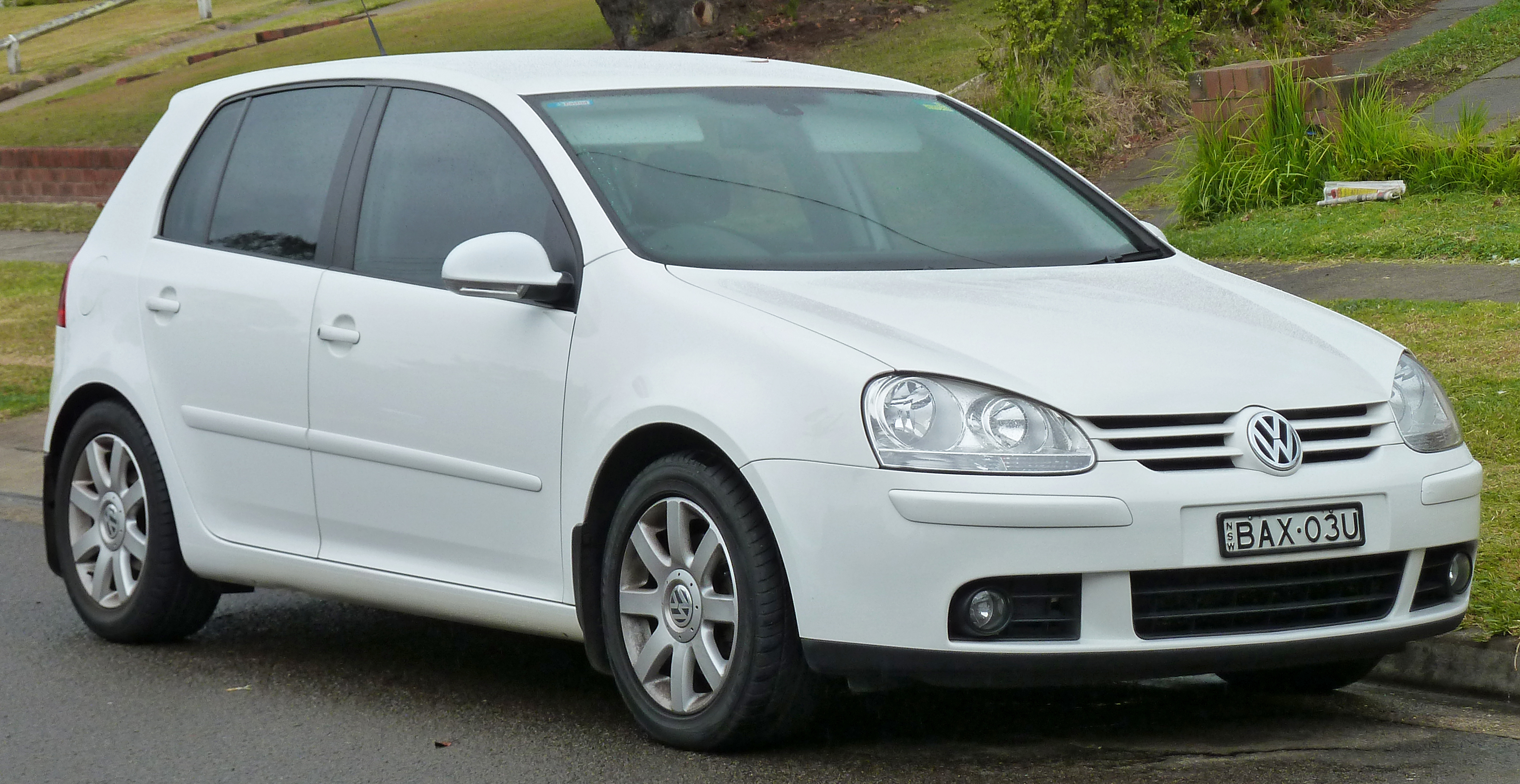
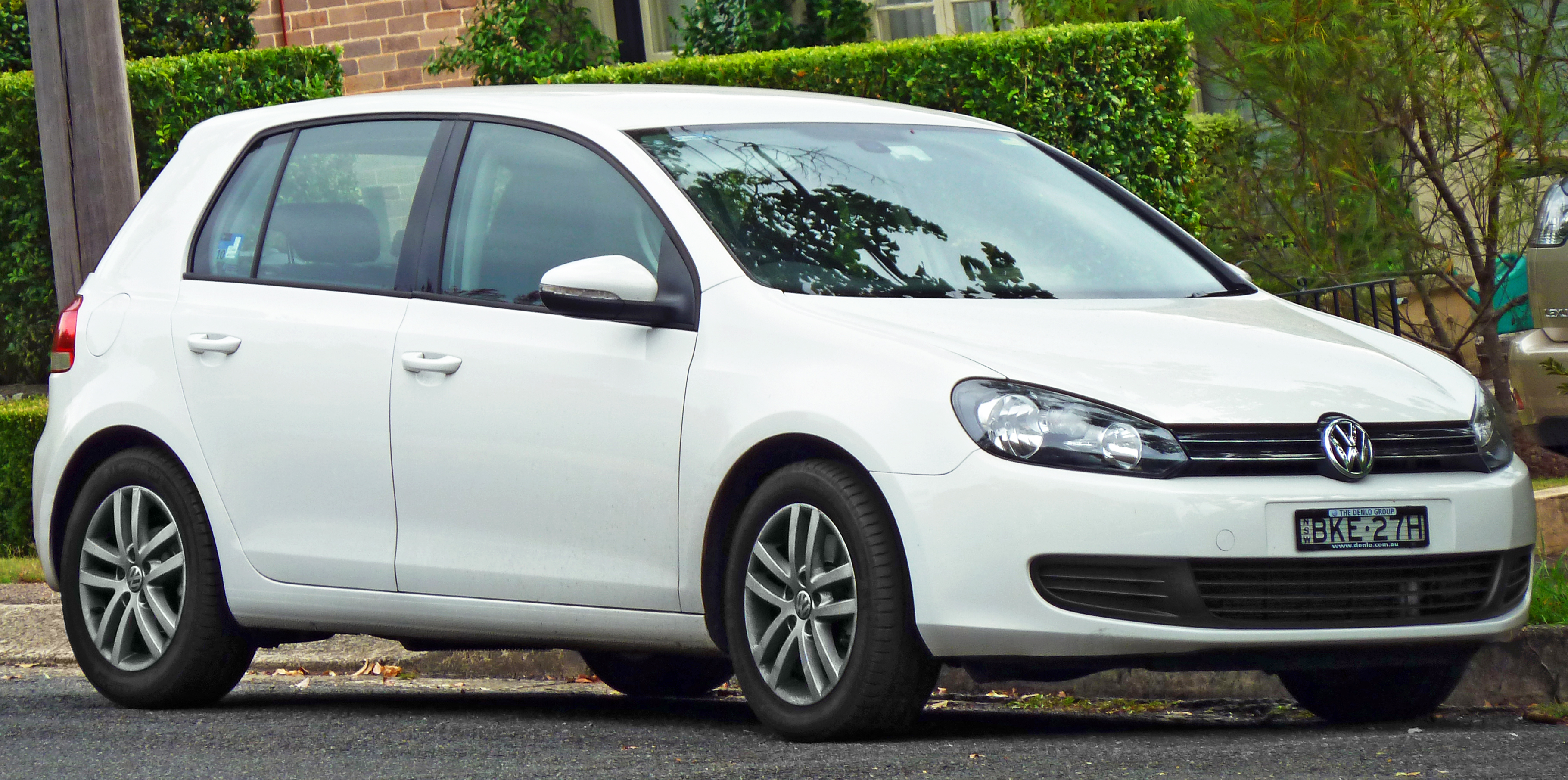